# Annemiek van Vleuten
Annemiek van Vleuten (Vleuten, 8 oktober 1982) is een Nederlands voormalig wielrenster. Ze won in 2017 en 2018 het wereldkampioenschap tijdrijden en in 2019 en 2022 de wereldtitel op de weg. In 2021 werd ze olympisch kampioen tijdrijden in Tokio. Ze werd zesmaal Nederlands kampioen: viermaal in de tijdrit, in 2012 op de weg en in 2017 won ze het NK mountainbike. In 2011 won ze o.a. de Ronde van Vlaanderen en het eindklassement in de Wereldbeker. Ook won ze o.a. de Giro Rosa, La Course, stond ze in 2018 op nummer één in de UCI-ranking en won ze dat jaar het eindklassement van de Women's World Tour. Vanaf 2021 rijdt ze voor het Spaanse Movistar. In 2018, 2019, 2022 en 2023 won zij de Giro d'Italia, in 2022 de Tour de France Femmes en in 2021, 2022 en 2023 de La Vuelta Femenina.

## Biografie

### Studie
Van Vleuten was leerling op basisschool De Vordering in Vorden. Ze voetbalde bij SV Ratti en reed paard. In 2001 haalde ze haar vwo-diploma aan het Isendoorn College in Warnsveld. Ze woonde destijds in Vorden. In 2007 studeerde ze aan de Wageningen Universiteit af als Master in epidemiologie. In haar studententijd was ze lid bij de studentenvereniging SSR-W.

### 2007-2009: Begin carrière
Na diverse knieblessures moest Van Vleuten in 2005 noodgedwongen stoppen met voetballen. Ze kocht een tweedehands Jan Janssen-fiets en werd in 2006 lid van toerclub TCW'79 in Wageningen. Ze kreeg in 2007 haar eerste wedstrijdlicentie bij het clubteam WV Ede. In dat jaar won ze het criterium van Lexmond en later dat jaar won ze het Nederlands Studenten Kampioenschap. Ze fietste in 2008 voor Vrienden van het Platteland en behaalde enkele ereplaatsen, met name in het tijdrijden: ze won zilver op het WK tijdrijden voor studenten en werd derde in de tijdrit van de Tour de Limousin. In 2009 maakte ze de overstap naar de ploeg van Marianne Vos, DSB-Bank-Nederland Bloeit, die in 2012 overging in de Rabobank wielerploeg. In augustus 2009 werd een vernauwing in haar liesslagader geconstateerd en een maand later werd ze hieraan geopereerd.

### 2010: Doorbraak
In april 2010 won Van Vleuten in één week de Novilon Eurocup, werd tweede in de wereldbekerwedstrijd Ronde van Drenthe en werd ze derde in de 8 van Dwingeloo. Later die maand won ze de tweede etappe in de Tsjechische rittenwedstrijd Gracia Orlová en eindigde ze als tweede in het eindklassement. In mei stond ze diverse keren op het podium in de Spaans-Baskische Emakumeen Bira: ze won de laatste etappe en werd tweede in het eindklassement. In juni werd ze vierde op het NK tijdrijden en in juli reed ze voor het eerst in de Giro Donne. In augustus stond ze in de Route de France bijna elke etappe op het podium, droeg ze acht dagen de leiderstrui en won het eindklassement, voor Judith Arndt en Olga Zabelinskaya. Op 2 oktober werd ze 25e op haar eerste WK op de weg.

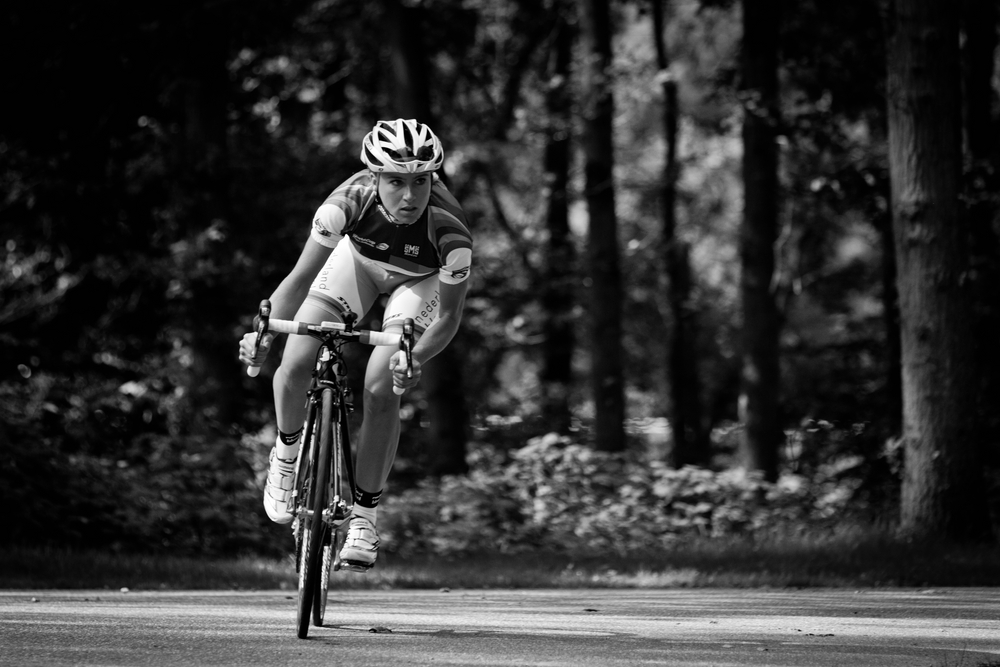
Van Vleuten in 2011.

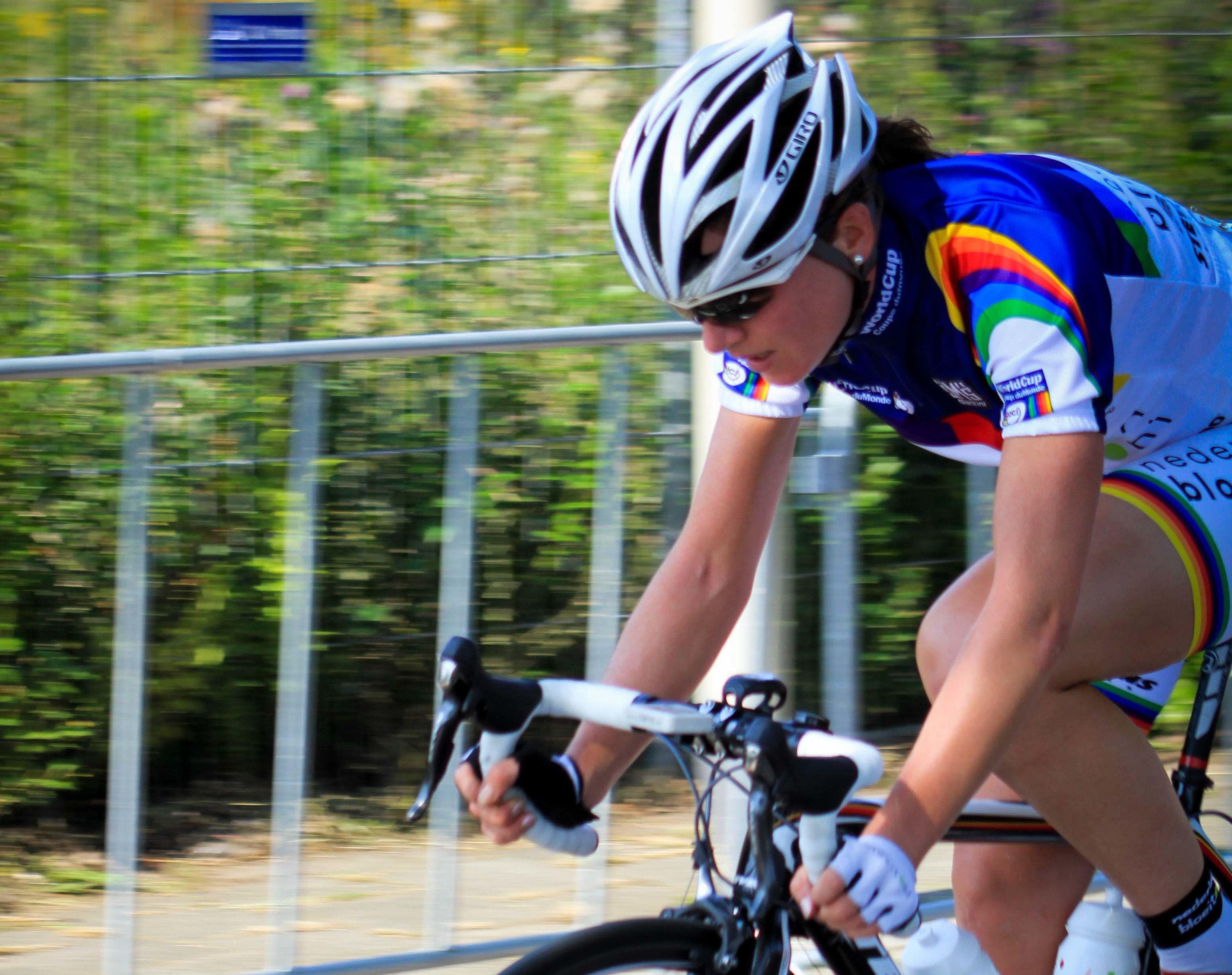
Leiderstrui van de wereldbeker.

### 2011: Vlaanderen en Wereldbeker
Van Vleuten begon het voorjaar van 2011 met een zesde plaats in de Omloop Het Nieuwsblad, derde in de Trofeo Alfredo Binda en op 3 april won ze de Ronde van Vlaanderen. Ze zette deze lijn voort met een dag later de derde plek in de GP de Dottignies en tweede plaatsen in de Ronde van Chongming en de 7-Dorpenomloop Aalburg. Op 31 juli won ze haar tweede wereldbekerwedstrijd, de Zweedse Open de Suède Vårgårda en op 27 augustus won ze de GP Plouay en won daardoor tevens het eindklassement in de Wereldbeker. Tijdens dit seizoen werd wederom een vernauwing in haar liesslagader aangetroffen, deze keer in haar linkerbeen; ook deze werd succesvol geopereerd.

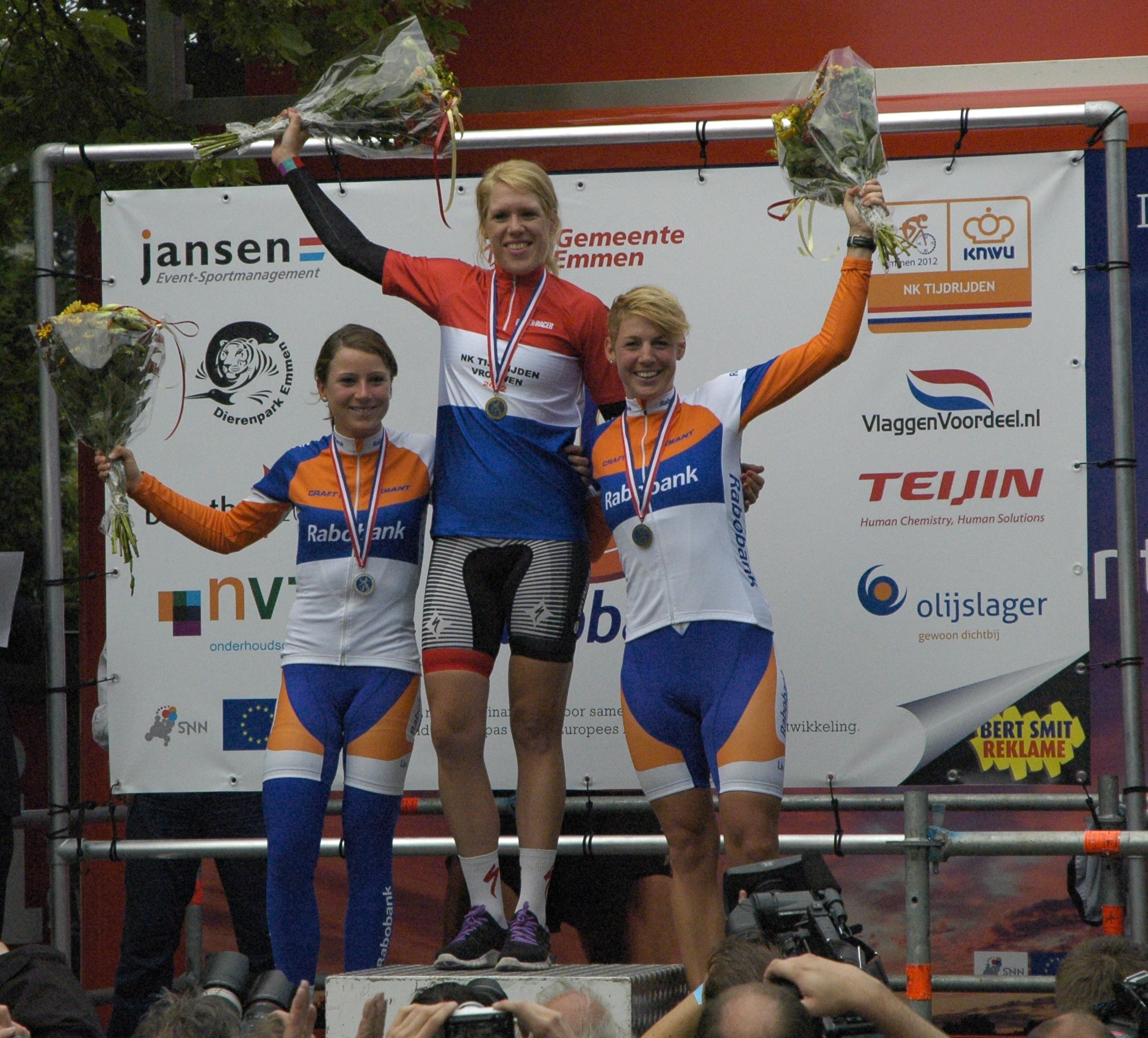
Zilver op NK tijdrijden 2012.

### 2012: NK en Londen
In het voorjaar van 2012 won Van Vleuten de GP Roeselare, Holland Hills Classic, 7-Dorpenomloop Aalburg en zowel de proloog als de slotrit van de GP Elsy Jacobs. In juni won ze de slotrit en het puntenklassement van de Emakumeen Bira en op 23 juni 2012 pakte Van Vleuten haar eerste Nederlandse titel op de weg door Marianne Vos te verslaan. Eén week later reed ze de Giro Donne. In de vierde etappe, een bergrit, klom ze met de beste mee omhoog, maar kwam ten val en brak daarbij haar sleutelbeen. Na drie dagen door te hebben gereden, moest ze alsnog opgeven en werd ze geopereerd. Van Vleuten kwam op 29 juli uit voor Nederland bij de wegwedstrijd tijdens de Olympische Zomerspelen 2012 in Londen. Hier finishte ze als veertiende. Van Vleuten maakte deel uit van een ploeg samen met Marianne Vos, Loes Gunnewijk en Ellen van Dijk. Wanneer Vos dan de gouden medaille wint, reageert Van Vleuten, dat het een teamprestatie was. Eén maand later won ze de proloog en het puntenklassement van de Giro della Toscana. Op het wereldkampioenschap in Valkenburg werd ze elfde in de wegrit en vierde in de ploegentijdrit.

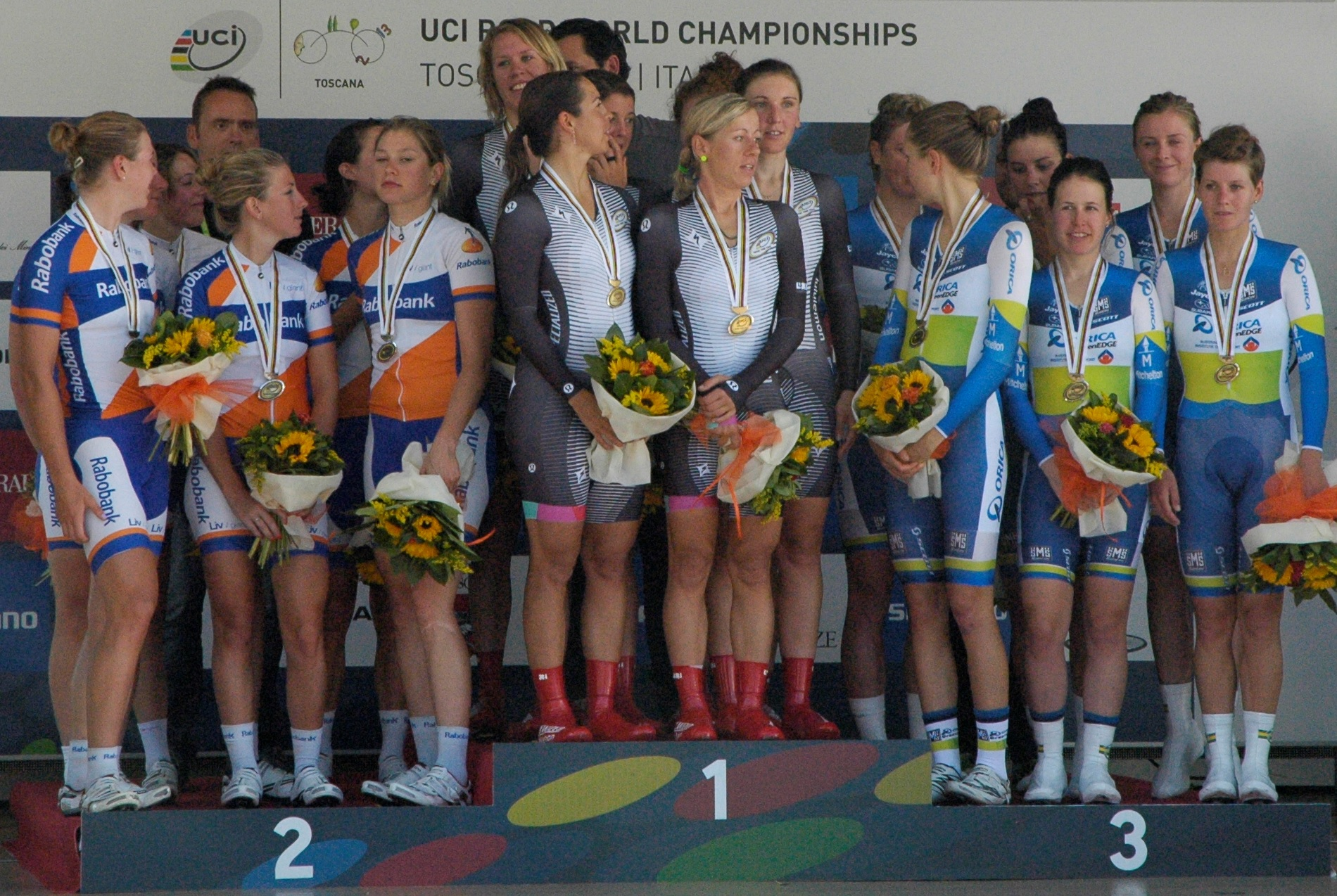
Zilver op WK ploegentijdrit.

### 2013: Blessureleed
Ook in 2013 bleef Van Vleuten last houden van vernauwingen in haar linker liesslagader. Hierdoor kon ze enkel in prologen en eendagswedstrijden goed presteren. Zo won ze (wederom) de proloog van de GP Elsy Jacobs en won ze brons op het NK in zowel de weg- als de tijdrit. Ook won ze een etappe in de Ronde van Thüringen en na een hoogtestage in Livigno won ze de slotrit in de Trophée d'Or en werd ze tweede in zowel de slotrit als het eindklassement van de Holland Ladies Tour. Op het WK in Firenze werd ze 15e in de wegrit en won ze zilver in de ploegentijdrit.

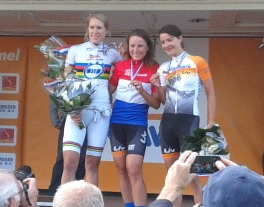
Eerste nationale titel tijdrijden 2014.

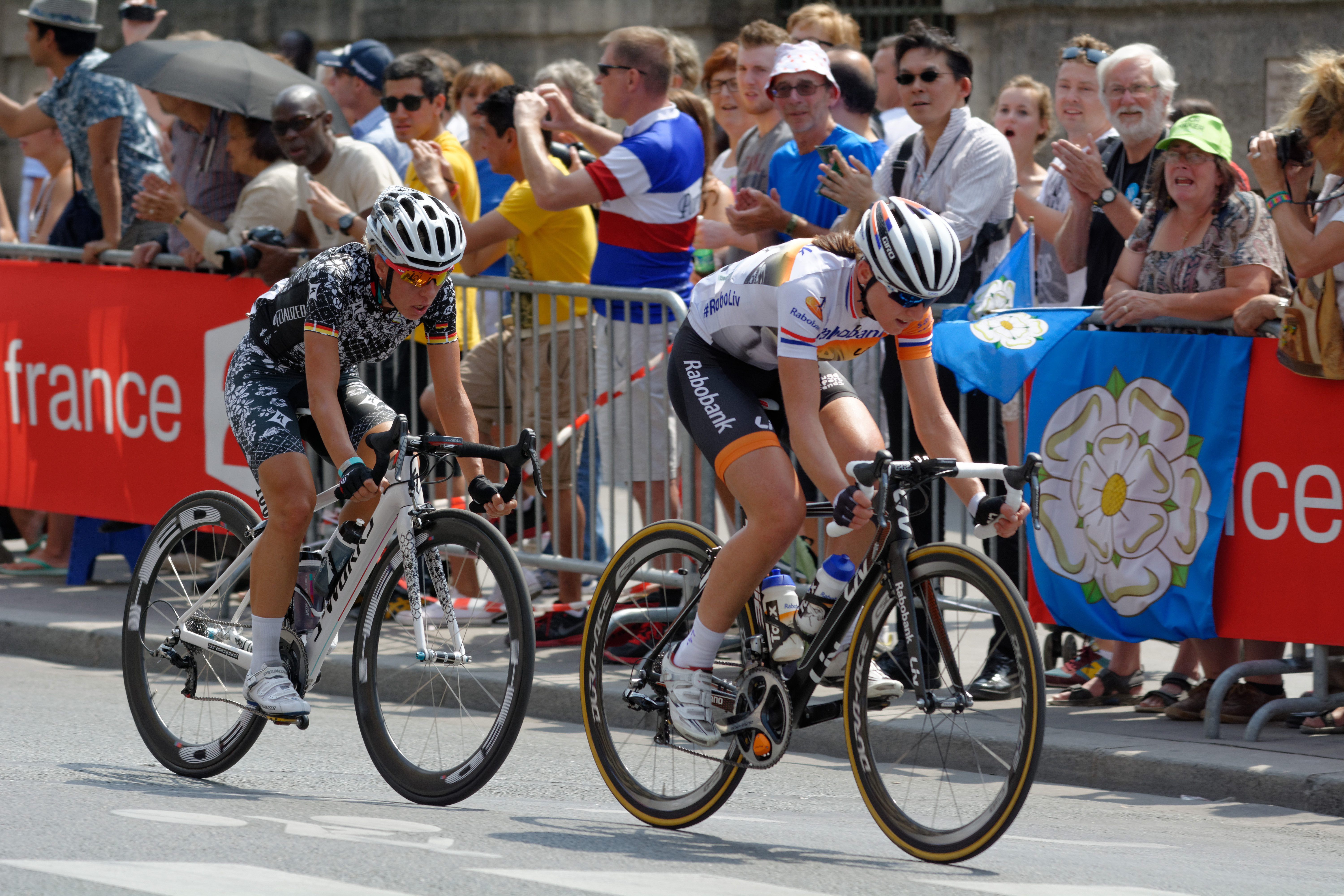
In de aanval in La Course 2014.

### 2014: NK tijdrijden
Na een voorjaar met enkele ereplaatsen en in mei een hoogtestage op de Sierra Nevada, won Van Vleuten op 25 juni 2014 het Nederlands kampioenschap tijdrijden. Eén week later won ze de proloog en de derde etappe van de Giro Rosa. In het eindklassement werd ze achtste; haar ploeggenotes Marianne Vos, Pauline Ferrand-Prévot en Anna van der Breggen bezetten het hele podium. In september won ze de proloog, ploegentijdrit en de eerste etappe en daarmee ook het eindklassement van de Lotto Belgium Tour. Haar ploeggenotes Van der Breggen en Thalita de Jong stonden naast haar op het eindpodium. Tijdens het wereldkampioenschap ploegentijdrijden lag ze met haar ploeg Rabo-Liv op medaillekoers, maar in de laatste kilometers kwamen ze hard ten val tegen de dranghekken en werd Van Vleuten samen met Van der Breggen afgevoerd naar het ziekenhuis. Ze had een gebroken voet en kon niet meer deelnemen aan de tijd- en wegrit.

### 2015: Proloogspecialist
Na zes jaar Rabo-Liv, stapte Van Vleuten in 2015 over naar het Zwitserse Bigla. Hier kreeg ze meer kansen om voor zichzelf te rijden en specialiseerde ze zich verder in prologen en korte tijdritten. Zo won ze drie prologen: in de Giro Rosa, Emakumeen Bira en Giro di Toscana. Op 18 juni won ze brons in de tijdrit op de eerste Europese Spelen in Bakoe (Azerbeidzjan), achter Ellen van Dijk die goud won. In de Waalse Pijl werd ze tweede achter Van der Breggen en ze won brons op het NK op de weg, achter Lucinda Brand en Amy Pieters. Door haar zesde plek op het NK tijdrijden werd ze niet geselecteerd voor het WK tijdrijden. Wel won ze nog zilver op het NK mountainbike.

### 2016

#### Voorjaar
Ook in 2016 behaalde Van Vleuten meerdere keren de top tien in de voorjaarsklassiekers: ze werd zesde in de Omloop van het Hageland en Gent-Wevelgem en zevende in Strade Bianche en de Ronde van Vlaanderen. Hierna won ze voor de derde keer de proloog in de GP Elsy Jacobs, de tijdrit in de Auensteiner Radsporttage en heroverde de nationale titel op het NK tijdrijden met ruim 1,5 minuut voorsprong op Chantal Blaak. Van Vleuten werd samen met uittredend kampioene Marianne Vos, Anna van der Breggen en Ellen van Dijk geselecteerd voor de Olympische Spelen in Rio.

#### Olympische Spelen 2016
Tijdens de wegwedstrijd van de Olympische Spelen in Rio de Janeiro in 2016 reed Van Vleuten alleen aan de leiding en was op koers voor het goud, maar viel ongeveer tien kilometer voor de finish in de laatste afdaling. De wedstrijd werd vervolgens gewonnen door landgenote Anna van der Breggen. Van Vleuten liep een hersenschudding en scheurtjes in haar wervelkolom op. Al 30 dagen later won ze de proloog van de Lotto Belgium Tour en na winst in de slotrit op de Muur van Geraardsbergen won ze tevens het eindklassement.

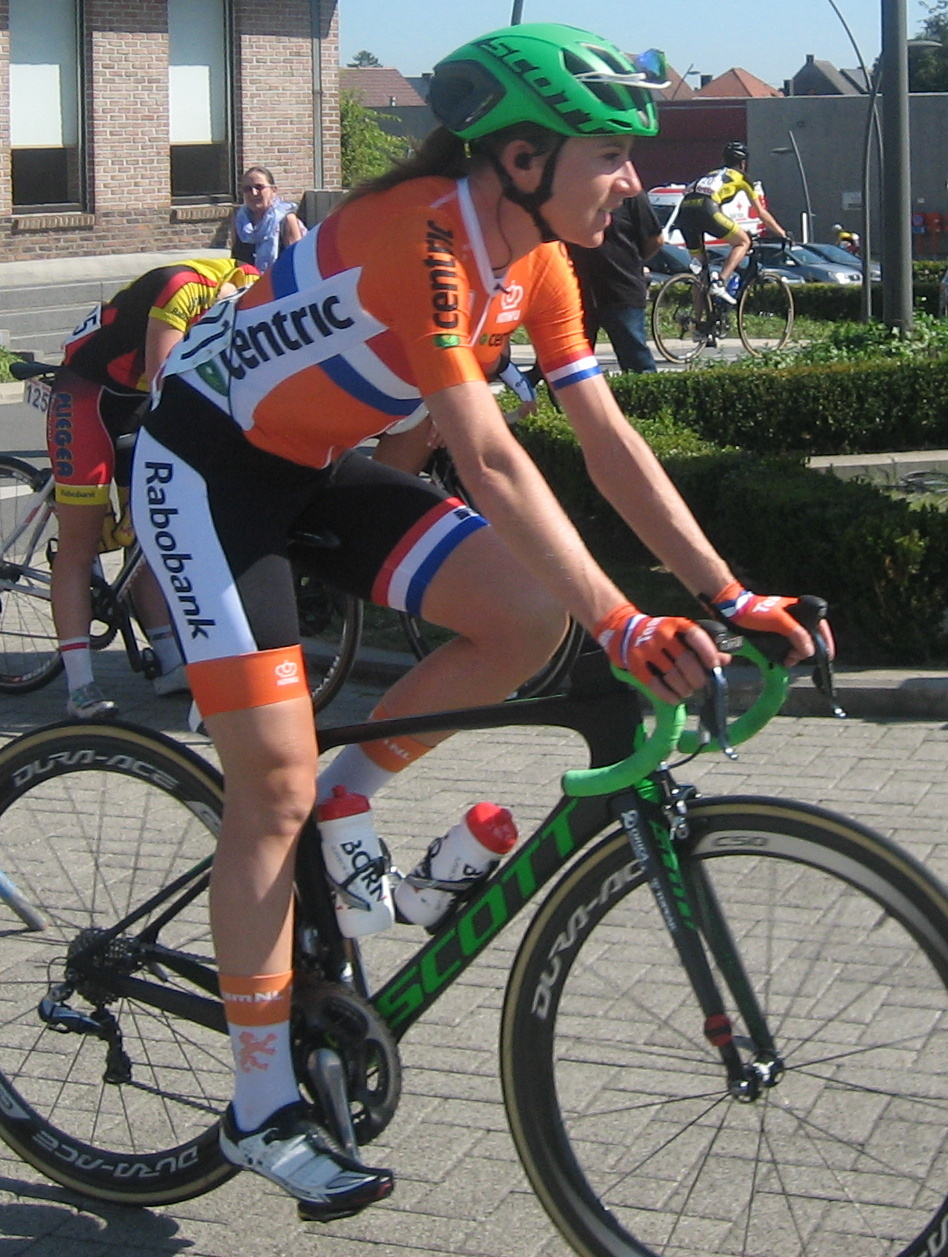
Vier weken na Rio won Van Vleuten de Lotto Belgium Tour 2016.

### 2017

#### Voorjaar
Van Vleuten begon het seizoen 2017 in het thuisland van haar ploeg Orica-Scott: Australië. Nadat ze haar ploeggenote Amanda Spratt naar winst geholpen had in de Women's Tour Down Under, won ze zelf twee weken later de Cadel Evans Great Ocean Road Race. Een maand erna werd ze derde in de Omloop Het Nieuwsblad, achter Lucinda Brand en Chantal Blaak, een volledig Nederlands podium. Tijdens de heringevoerde Amstel Gold Race zag ze een streep op de weg aan voor de finishlijn en kreeg ze aanvankelijk de vierde plek, maar op de finishfoto was geen verschil te zien en werd ze gedeeld derde met Katarzyna Niewiadoma. Ze vernam dit bericht echter pas na de podiumhuldigding. Van Vleuten werd vijfde in Strade Bianche, vijfde in Ronde van Drenthe, zesde in Trofeo Alfredo Binda, vierde in de Ronde van Vlaanderen, derde in de Amstel Gold Race, vierde in de Waalse Pijl en door haar vijfde plek in de eerste editie van Luik-Bastenaken-Luik veroverde ze de leiding in de Women's World Tour.

#### Giro Rosa
Na haar klimprestatie in Rio werd door de ploegleiding voorgesteld om voor het klassement te gaan in de Ronde van Italië voor vrouwen 2017. Na de voorjaarsklassiekers plande ze een korte rustperiode en een hoogtestage, waarna ze de competitie hervatte op het NK. Op woensdag 21 juni prolongeerde ze haar nationale titel in de tijdrit door Ellen van Dijk en Anna van der Breggen ter verslaan. Eén week later ging ze als een van de favorieten van start in de Giro Rosa. In de eerste etappe, een ploegentijdrit over 11,5 km, werd ze met haar ploeg derde op 22 seconde van Boels Dolmans. In de tweede etappe versnelde Van Vleuten op de laatste klim (de 'Andreis') en enkel Van der Breggen en Elisa Longo Borghini konden haar volgen; ze versloeg deze twee ten slotte op de streep. De derde en vierde etappe waren vlak, maar in de vierde rit miste Van Vleuten met haar ploeggenoten de voorste waaier en verloor ze uiteindelijk twee minuten. Eén dag later al nam ze revanche door de tijdrit te winnen (met o.a. de Muro di Sant’Elpidio met stijgingspercentages tot 30%) met 41 seconden voor Van der Breggen. Het klassement veranderde hierna niet meer. Ook in de slotrit over de Vesuvius kon Van der Breggen alle aanvallen van Van Vleuten pareren en hierdoor werd ze in de einduitslag derde op een halve minuut achter Longo Borghini en 1:39 achter Van der Breggen.

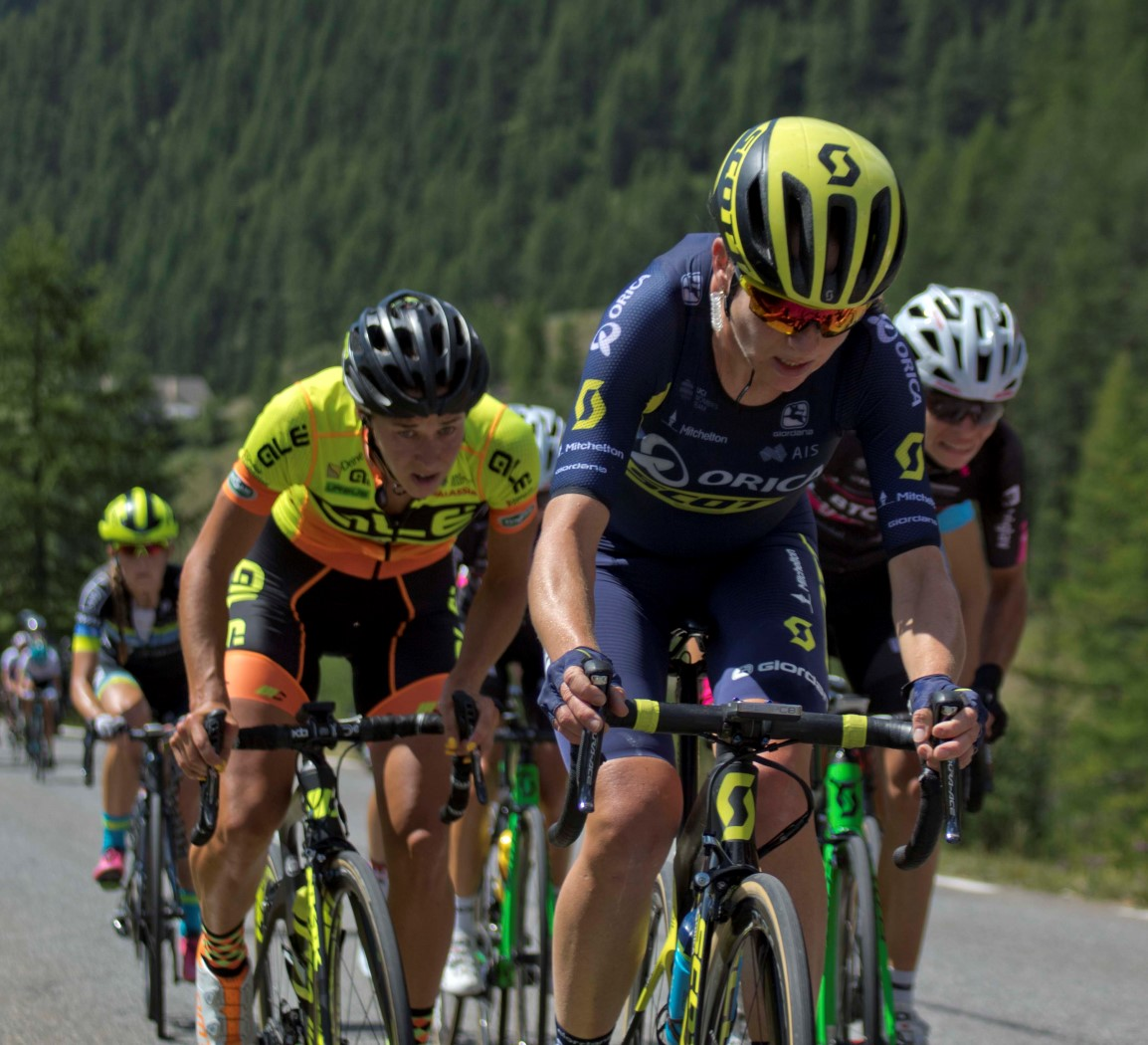
Van Vleuten op weg naar winst op de Izoard in La Course 2017.

#### La Course
Anderhalve week na de Giro werd de vernieuwde La Course verreden: Van Vleuten demarreerde op ruim 4,5 km voor de top uit een uitgedunde kopgroep en won met ruime voorsprong de eerste etappe in de Alpen met aankomst bergop en werd zo de eerste renner (man of vrouw) die wint boven op de Col d'Izoard. Ook was ze de eerste Nederlander die als eerste de top bereikt tijdens een wedstrijd en bovendien klom ze ook sneller dan de meeste mannelijke renners. Twee dagen later was zij ook de sterkste in de 22,5 kilometer lange achtervolgingskoers. Ze vertrok als eerste van de beste negentien met de reële tijdsverschillen van de bergrit. Ondanks dat haar achtervolgers Lizzie Deignan, Elisa Longo Borghini en Megan Guarnier samenwerkten, breidde ze haar voorsprong zelfs uit en kwam met bijna twee minuten voorsprong solo aan in het Stade Vélodrome in Marseille en won zodoende de vierde editie van La Course.

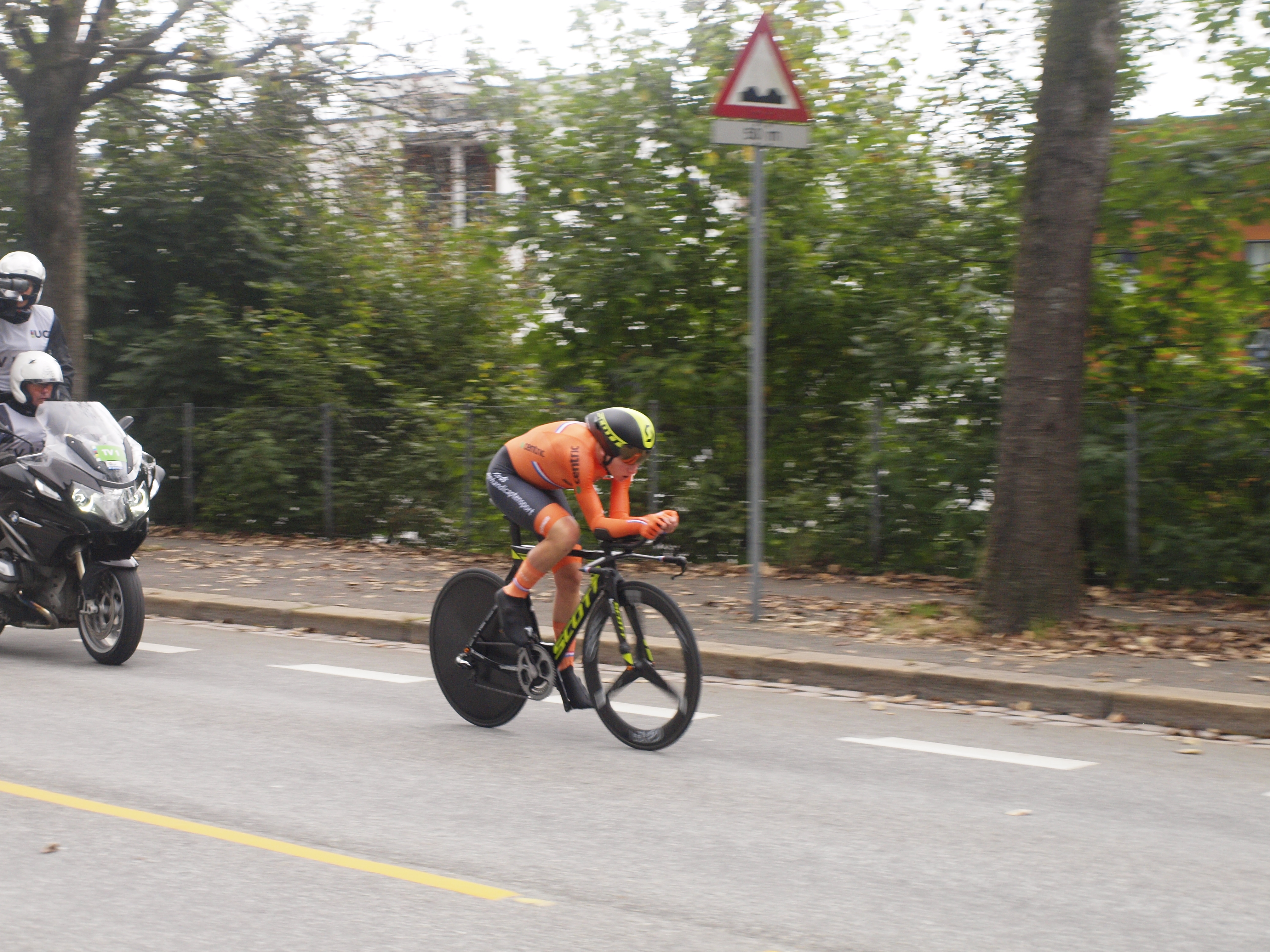
Wereldkampioene tijdrijden 2017.

#### Ladies Tour en WK
Na de overwinning in La Course ging Van Vleuten terug op hoogtestage, waarna ze deelnam aan de Boels Ladies Tour 2017. Ze won de eerste etappe, een proloog door haar woonplaats Wageningen, met vijf seconden voor Ellen van Dijk. Twee dagen later won ze ook de tijdrit van bijna 17 km door wederom Van Dijk te verslaan met enkele seconden. Tijdens de voorlaatste etappe in de Zuid-Limburgse heuvels sprong ze mee met de ontsnapte Anna van der Breggen, die de sprint won in Vaals, maar Van Vleuten pakte wel bijna een minuut voorsprong op al haar andere concurrentes. Ook in de slotetappe kwam de eindzege niet meer in gevaar. Na La Course is de Boels Ladies Tour haar tweede World Tour-overwinning en hierdoor gaat ze ook aan de leiding op de UCI-ranglijst.
Op dinsdag 19 september won ze in het Noorse Bergen het wereldkampioenschap tijdrijden. Ze was op het 21,1 km lange heuvelachtige parcours twaalf seconden sneller dan Van der Breggen. Op negentien seconden pakte Katrin Garfoot (ploeggenote van Van Vleuten bij Orica-Scott) het brons. De derde Nederlandse deelneemster, Ellen van Dijk, finishte als vijfde; uittredend wereldkampioene Amber Neben werd elfde.

#### NK MTB en EK Baan

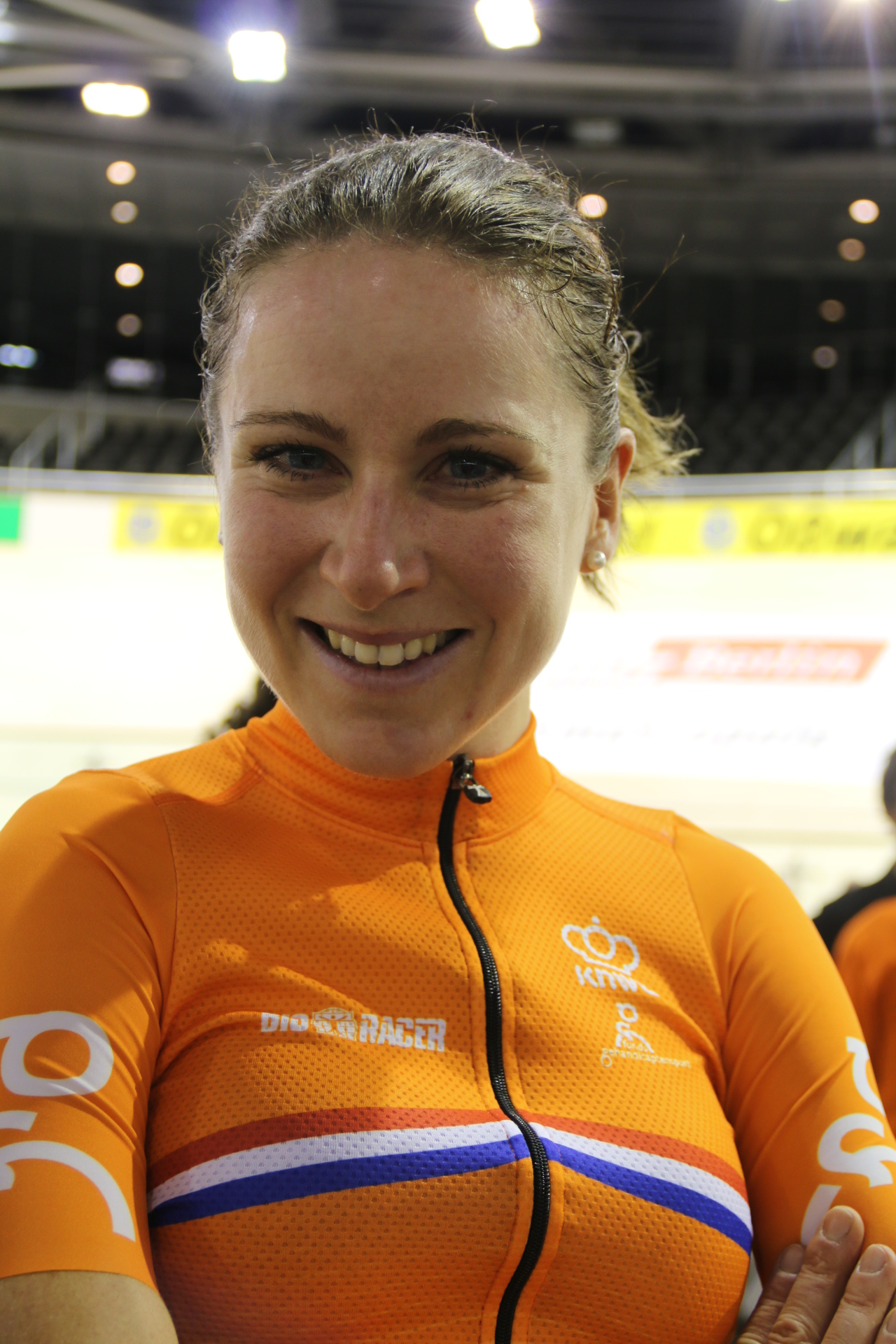
Tijdens de EK baan 2017 in Berlijn.

Twee weken na haar wereldtitel reed Van Vleuten in de veldrit in Gieten: ze finishte als laatste, op plek 29, ruim zeven minuten achter winnares Maud Kaptheijns. Op 8 oktober, op haar 35e verjaardag, werd ze Nederlands kampioene mountainbike marathon in Eijsden tijdens de Bart Brentjens-challenge. Haar eigenlijke doel voor deze winter ligt echter op de baan. Met het oog op de Wereldkampioenschappen baanwielrennen 2018 in Apeldoorn, deed ze mee aan de Europese kampioenschappen in Berlijn in de individuele achtervolging. Ze verloor in de halve finale met bijna drie seconden van de Italiaanse Silvia Valsecchi. Twee weken later wist ze wel een medaille te veroveren tijdens de wereldbekerwedstrijd in Pruszków (Polen): ze won zilver door in de finale te verliezen van de Poolse Justyna Kaczkowska.

### 2018

#### WK Baan

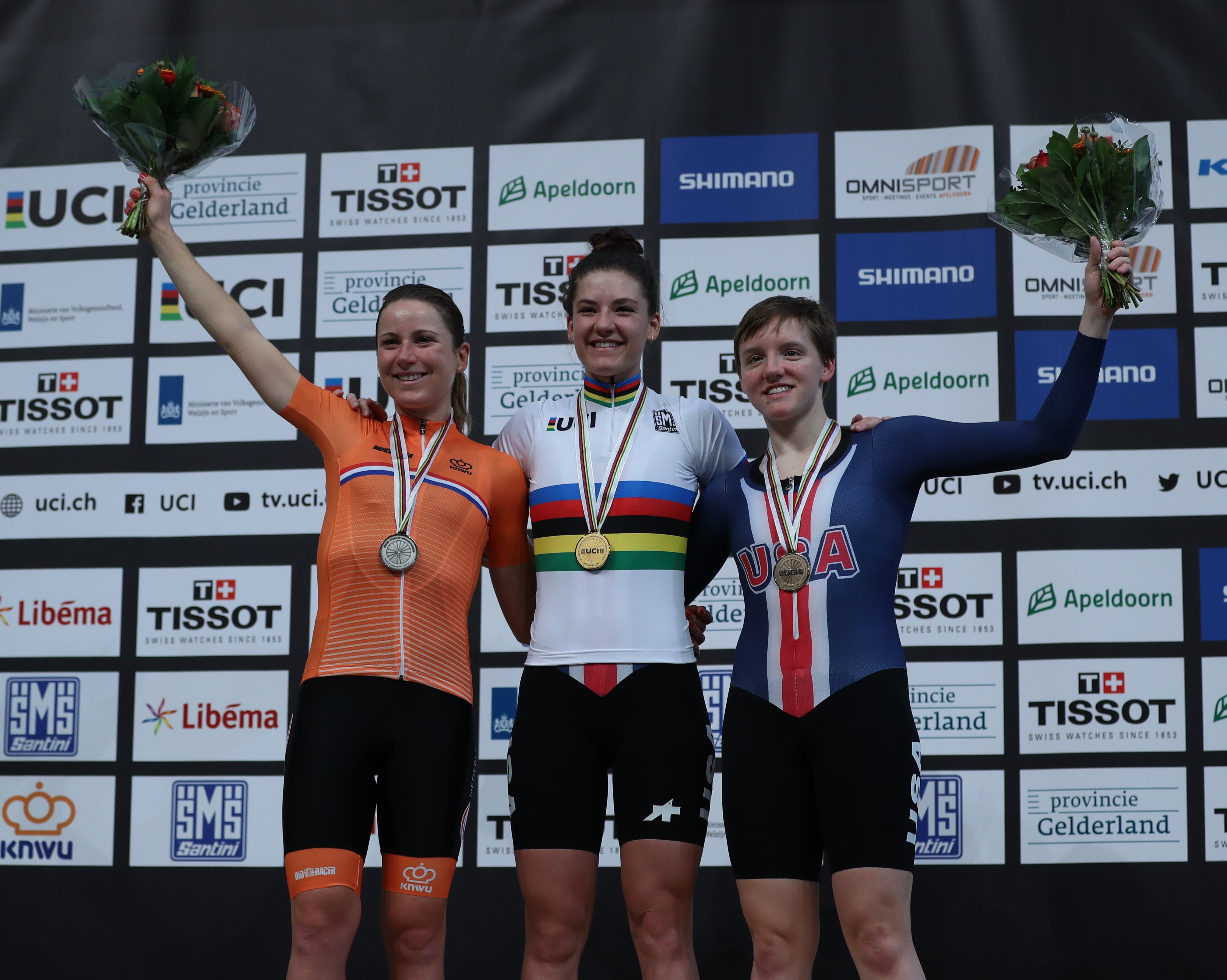
Zilver op de WK baan 2018.

Tijdens de Wereldkampioenschappen baanwielrennen 2018 op zaterdag 3 maart reed Van Vleuten in de kwalificatie van de individuele achtervolging met 3.29,3 de op één na beste tijd en plaatste zich daardoor in de finale, naast de Amerikaanse Chloé Dygert die met 3.20,07 de beste tijd neerzette; twee seconden sneller dan het acht jaar oude wereldrecord van Sarah Hammer. Ook in de finale bleek Dygert te sterk voor Van Vleuten: ze werd halverwege, na zes rondes ingehaald door de Amerikaanse die erna haar eigen wereldrecord verbeterde met een honderdste.

#### Voorjaar

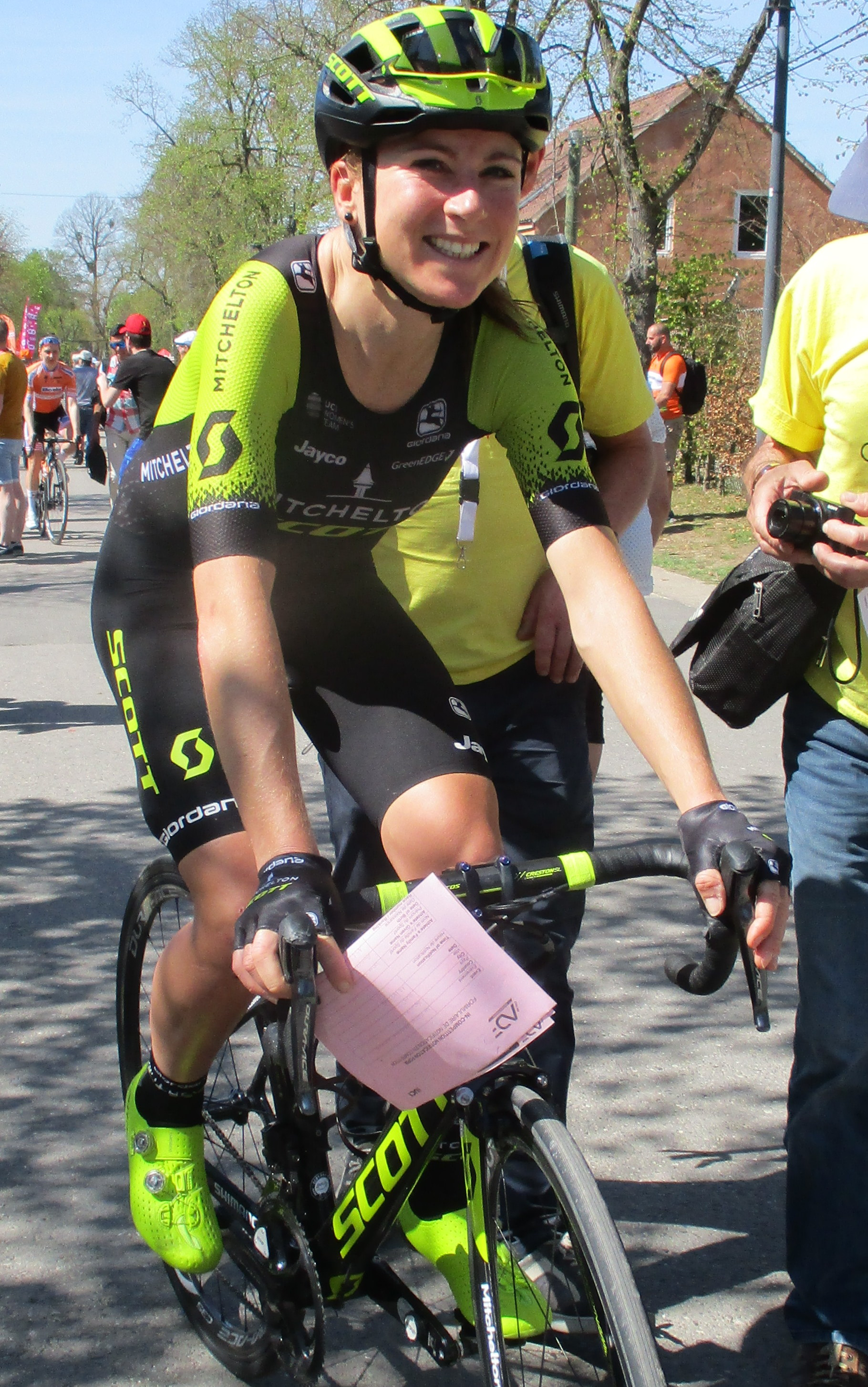
Vierde in de Waalse Pijl 2018.

In januari 2018 hielp Van Vleuten in Australië haar ploeggenote Amanda Spratt aan de eindzege in de Santos Women's Tour. Twee weken later werd ze tweede in de openingsrit van de Herald Sun Tour en won ze de afsluitende tijdrit, maar kwam vijf seconde te kort voor de eindzege. Na de Omloop Het Nieuwsblad richtte ze zich op de baan, om drie weken later het wegseizoen te hervatten met Gent-Wevelgem. Ze werd vervolgens vijfde in Dwars door Vlaanderen en kwam ten val in de Ronde van Vlaanderen, maar werd alsnog derde, achter het Boels-duo Anna van der Breggen en Amy Pieters. De goede vorm zette ze voort met een vierde plaats in de Waalse Pijl en derde in Luik-Bastenaken-Luik, telkens achter winnares Van der Breggen. Een maand later werd ze tweede in de Baskische Emakumeen Saria, wederom achter de olympisch kampioene. In de daaropvolgende rittenkoers Emakumeen Bira won ze de tijdrit, maar werd in de slotrit uit haar leiderstrui gereden door haar Australische ploeggenote Spratt.

#### Giro Rosa en La Course
In juni viel Van Vleuten naast het podium tijdens het NK tijdrijden en werd ze zesde in de wegwedstrijd. Een week later begon ze sterk aan de Giro Rosa; in de eerste rit, een ploegentijdrit over 15 km in Verbania, werd Mitchelton-Scott tweede op slechts één seconde achter Team Sunweb. Op de eerste aankomst bergop, in de 6e etappe naar Gerola Alta, werd Van Vleuten tweede op een halve minuut achter haar ploeggenote Amanda Spratt, die ook de leiderstrui veroverde. In de volgende etappe, een klimtijdrit naar Campo Moro, sloeg Van Vleuten zelf een dubbelslag door te winnen met twee en een halve minuut voorsprong op Ashleigh Moolman-Pasio en in het klassement stond Spratt tweede op bijna drie minuten. Twee dagen later bewees ze ook de beste klimster te zijn in een rit in lijn: ze won boven op de Monte Zoncolan met 40 seconde voor Moolman, die haar als enige tot ruim twee kilometer voor de top kon volgen, waarna Van Vleuten solo naar de winst klom. Ze begon de slotrit met ruim drie en een halve minuut voorsprong, maar zette haar eindoverwinning nog meer in de verf door ook deze rit solo over de streep te komen. Twee dagen na de Girozege stond ze aan de start van La Course. Op de slotklim, de Col de la Colombière, was alleen Anna van der Breggen, die als titelverdediger de Giro oversloeg, sterker dan Van Vleuten, die in de afdaling het verschil klein wist te houden. Ze versloeg in een bloedstollende finale Van der Breggen in de laatste 25 meter op de oplopende finishstrook, terwijl alle commentatoren en zelfs haar eigen ploegleider de hoop al hadden opgegeven. In de dagen nadien was ze enkele keren te gast in de Avondetappe en de Vlaamse tegenhanger Vive le vélo.

#### Ladies Tour en WK
In augustus, een week na de Ladies Tour of Norway, waar Van Vleuten tweede werd in de ploegentijdrit, won ze in haar eigen regio de eerste vrouweneditie van Veenendaal-Veenendaal Classic door haar Poolse medevluchtster Małgorzata Jasińska te verslaan. Weer een week later won ze, wederom in eigen land, de proloog van de Boels Ladies Tour in Arnhem, zeven seconde voor Van der Breggen en Van Dijk. Ook won ze de tweede etappe in Nijmegen solo voor een uitgedund peloton, ondanks dat ze in de finale verkeerd reed. Ook won ze de slottijdrit in Roosendaal, waarmee ze drie van de zes etappes won en het punten- en eindklassement won. Bovendien droeg ze, net als het jaar ervoor, alle dagen de leiderstrui. In voorbereiding op het wereldkampioenschap in Innsbruck ging ze voor de vierde keer dat jaar op hoogtestage (samen met Tom Dumoulin en Laurens Ten Dam) en sloeg ze de WK-ploegentijdrit over. Op 25 september verdedigde ze haar wereldtitel met succes: ze won met een halve minuut voorsprong op Van der Breggen en zelfs anderhalve minuut op Van Dijk; een volledig Nederlands podium, terwijl ze die ochtend nog flauw viel bij een dopingcontrole. Tijdens de wegwedstrijd was ze samen met Van der Breggen de topfavoriete, maar bij een val vroeg in de wedstrijd liep ze een breuk op in haar knie. Desondanks plaatste ze een aanval op de voorlaatste beklimming, waarna Van der Breggen aan haar winnende solo van 40 kilometer begon en waarachter Van Vleuten alsnog als zevende eindigde. Als gevolg van de blessure moest ze wekenlang rust houden en zou ze naar eigen zeggen pas na zes maanden op haar oude niveau zijn. Op 21 oktober werd ze winnares van het eindklassement van de Women's World Tour.

### 2019

#### Voorjaar

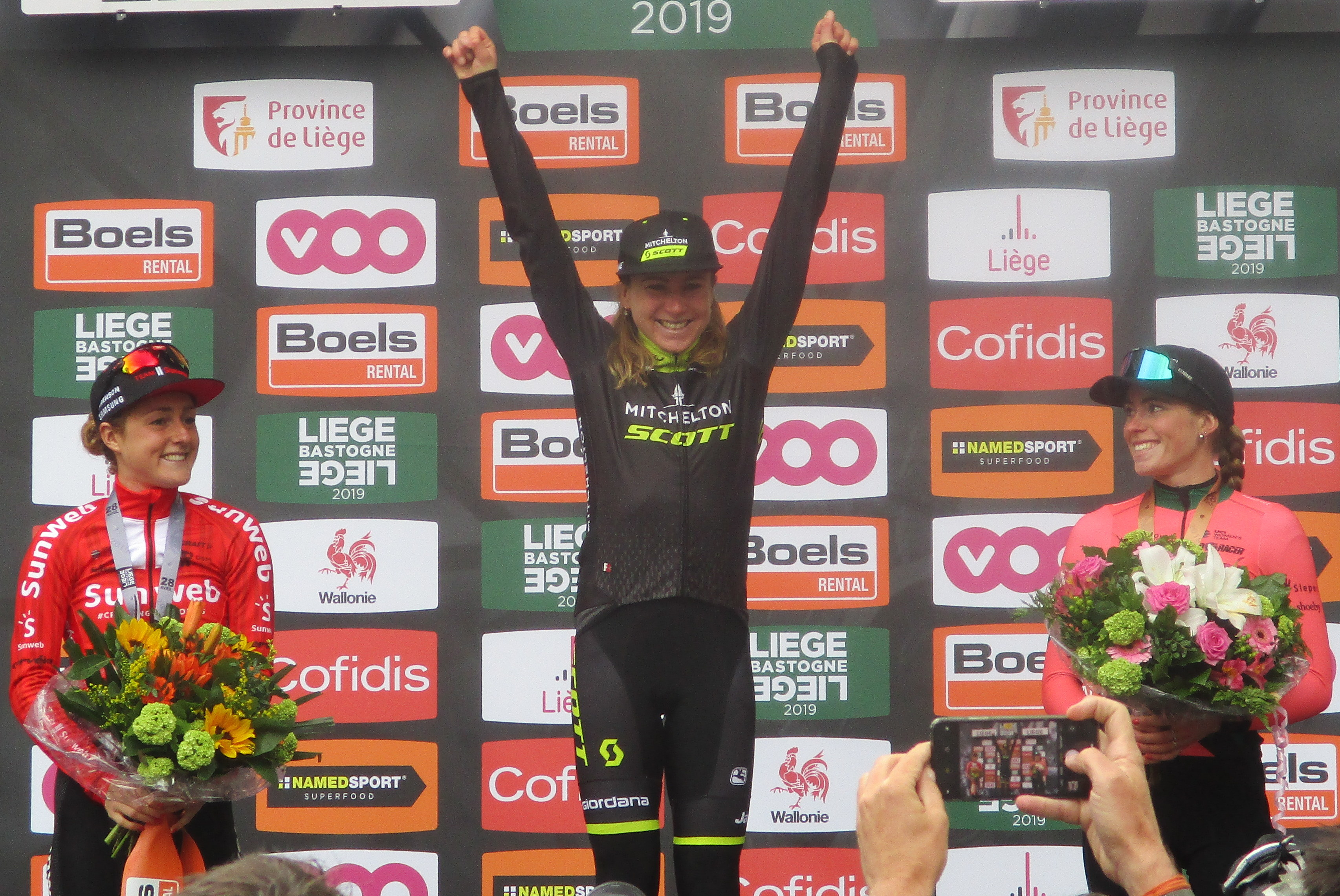
Winst in Luik-Bastenaken-Luik 2019.

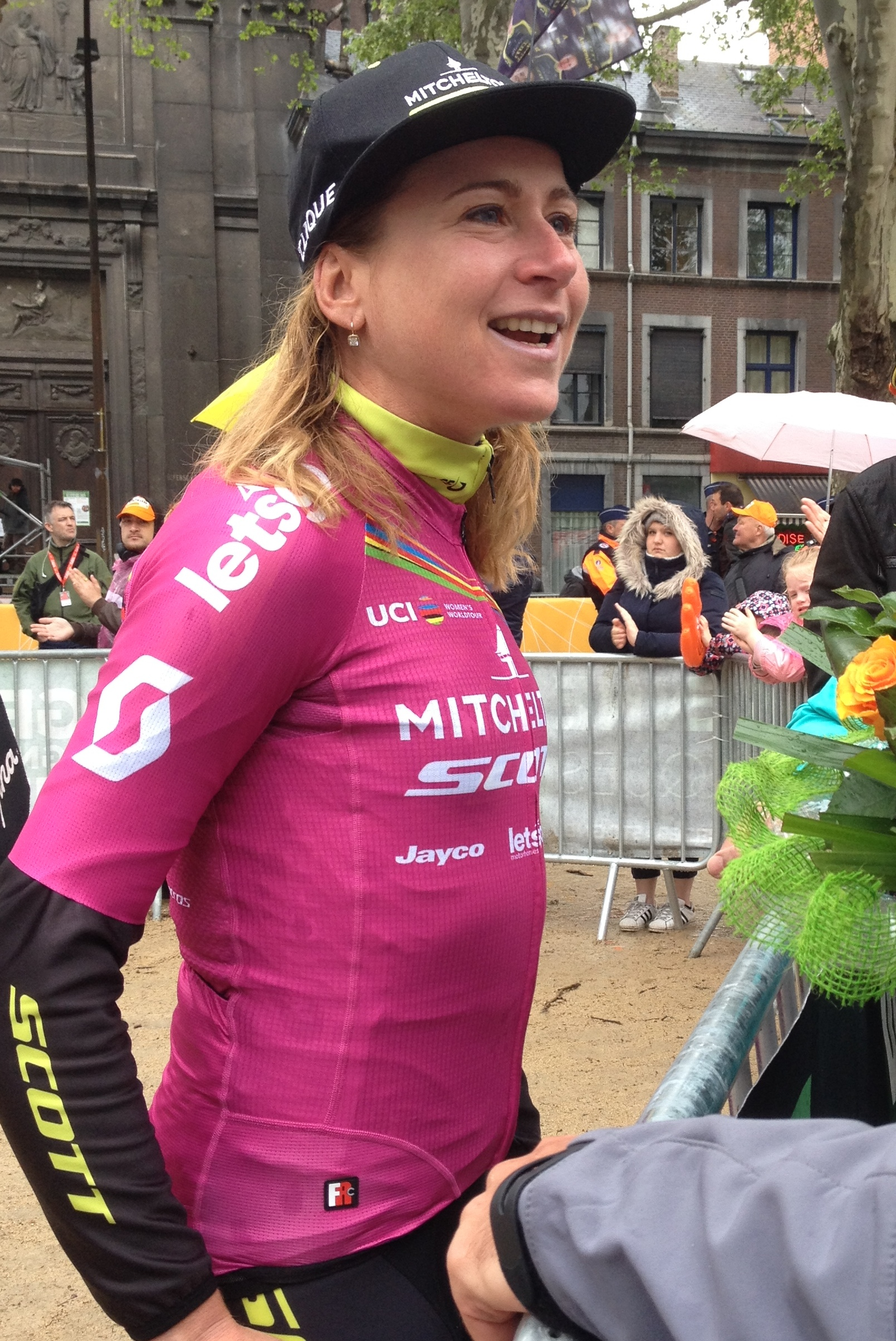
In de leiderstrui van de World Tour in Luik.

De revalidatie van de val op het WK verliep voorspoedig. Zo reed Van Vleuten in begin februari samen met tien mannelijke ploeggenoten in negen dagen tijd 1.800 kilometer met 30.000 hoogtemeters. Ze maakte haar rentree op 2 maart en in haar eerste wedstrijd, de Omloop Het Nieuwsblad werd ze vierde. Een week later, op 9 maart won ze de Strade Bianche in Siena. Ze reed weg uit de groep met favorieten op tien kilometer voor de finish en kwam solo aan op het Piazza del Campo. Ze werd tevens de eerste leidster in de World Tour. In de voorjaarsklassiekers Ronde van Vlaanderen, Amstel Gold Race en Waalse Pijl werd ze telkens tweede, achter respectievelijk Marta Bastianelli, Katarzyna Niewiadoma en Anna van der Breggen. Ze sloot haar voorjaar in stijl af met een indrukwekkende zege in Luik-Bastenaken-Luik. Ze demarreerde op de Côte de la Redoute en voltooide in de stromende regen in het centrum van Luik haar solo van ruim 30 km. Ze stond op de hoogste trede van een volledig Nederlands podium, met Floortje Mackaij en Demi Vollering op ruim anderhalve minuut achterstand. Ze heroverde tevens de leiderstrui in de World Tour. In mei reed ze o.a. de Baskische Emakumeen Bira in dienst van haar ploeggenote Amanda Spratt die tweede werd. Op 26 juni won ze in Ede voor de vierde keer het NK tijdrijden. In de wegrit werd ze vierde.

#### Giro Rosa en La Course

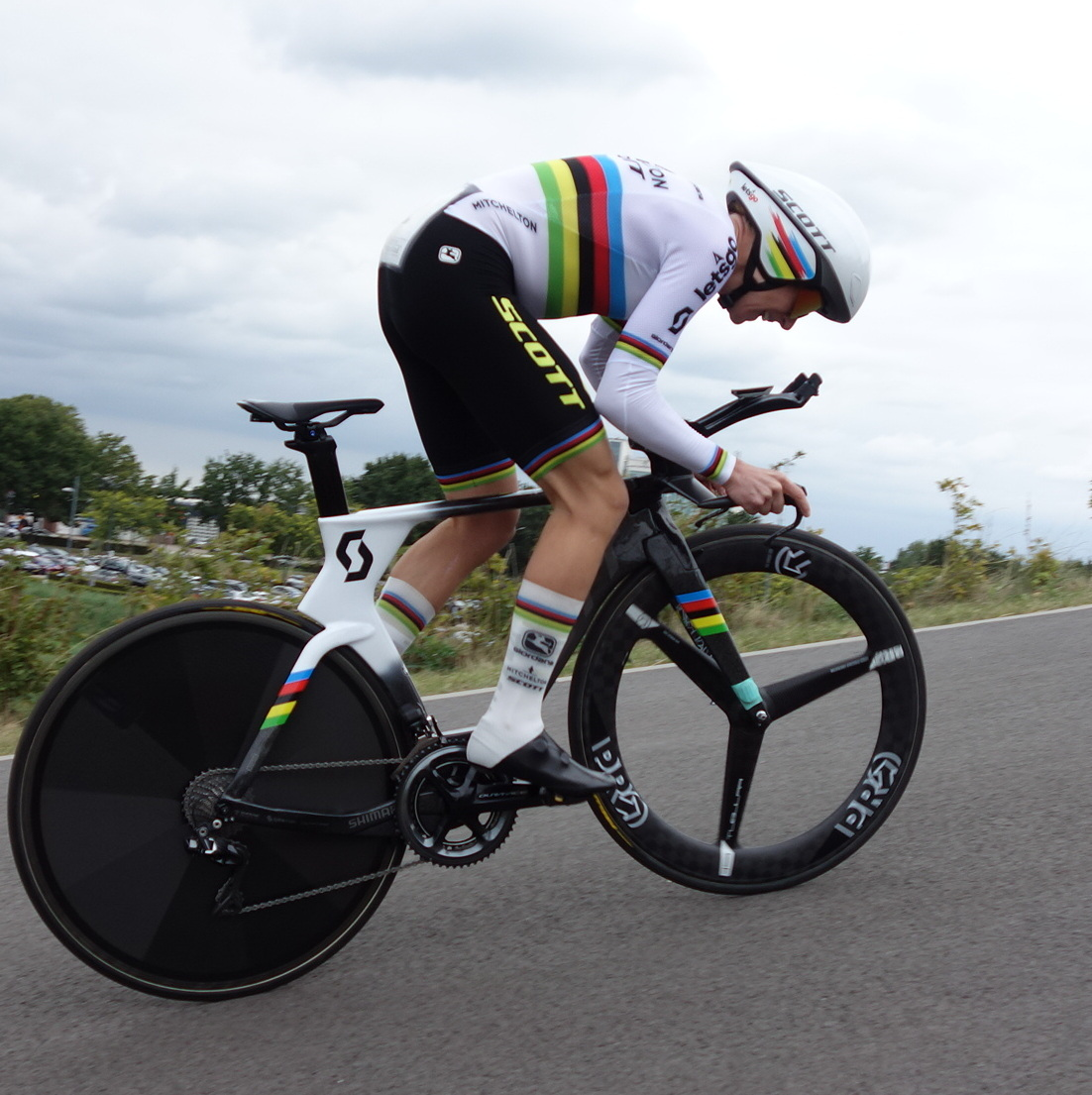
In de regenboogtrui op de tijdritfiets.

Van Vleuten won in juli twee etappes in de Giro Rosa. Ze won de vijfde etappe die eigenlijk zou finishen op de Passo di Gavia, maar net als anderhalve maand eerder bij de mannen, kon deze door de sneeuw en lawinagevaar niet beklommen worden. De weliswaar ontkroonde koninginnenrit was nog steeds een lastige bergetappe met aankomst boven op Lago di Cancano, waar Van Vleuten maar liefst drie minuten voorsprong pakte op haar concurrentes. De Italiaanse Elisa Longo Borghini noemde haar zelfs 'buitenaards': "When Annemiek went, everybody was like: the alien has gone, now the race for the human beings begins." Een dag later won ze ook met overmacht de tijdrit van twaalf kilometer naar Teglio. In de voorlaatste etappe moest ze de zege laten aan Anna van der Breggen, die een aanval van Van Vleuten parreerde, nadat ze samen waren overgebleven uit de favorietengroep. Op zondag 14 juli won Marianne Vos de slotrit en schreef Van Vleuten voor het tweede jaar op rij de Giro Rosa op haar naam en tevens won ze het punten- en bergklassement. In de week erna was ze in Pau een van de favorieten om voor de derde keer op rij La Course te winnen. Haar aanvalspoging werd geneutraliseerd en ook haar ploeggenote Spratt was niet bestand tegen de laatste jump van Vos.

#### Wereldtitel op de weg

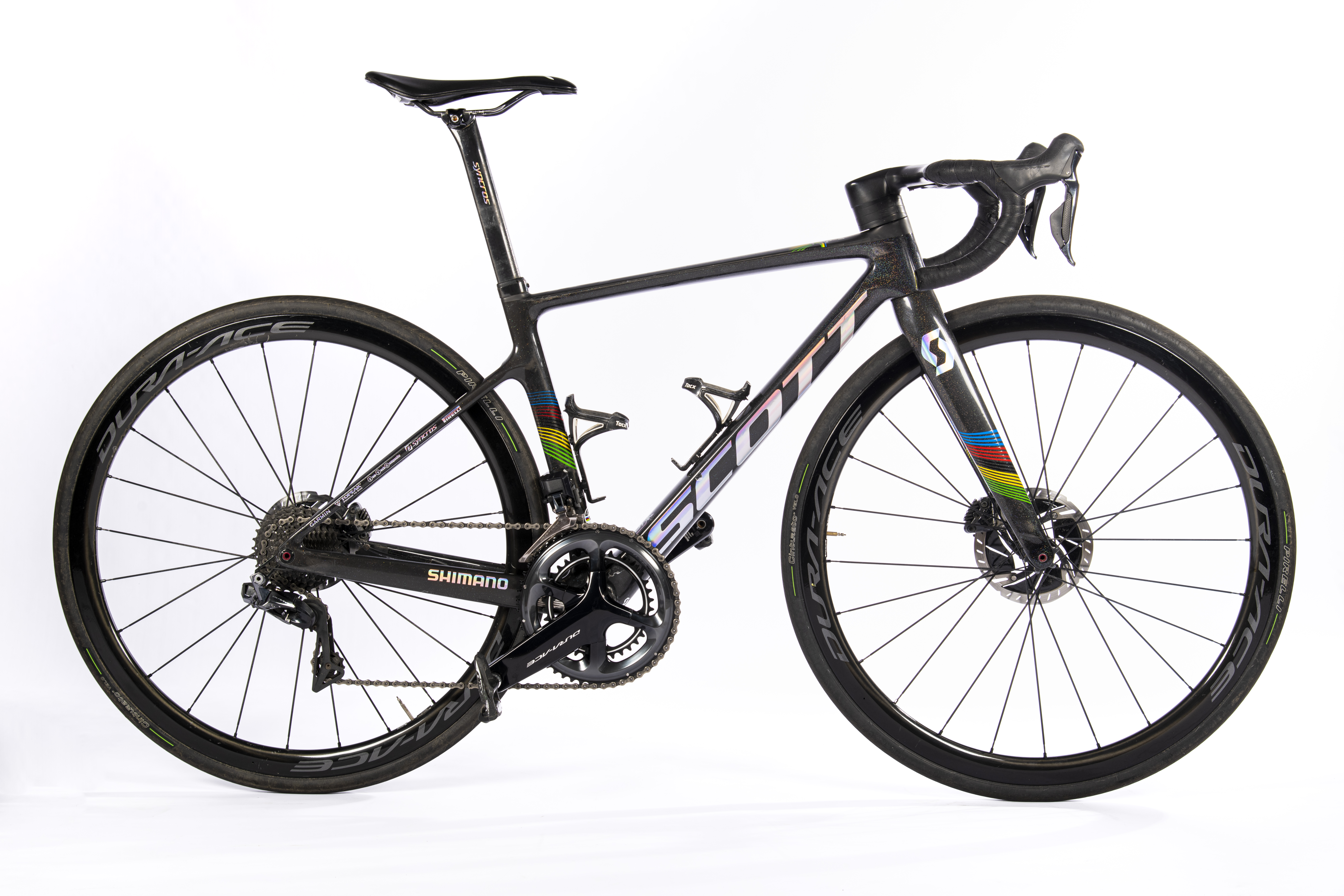
Koersfiets met WK-accenten waarmee Annemiek deelnam aan onder meer de Strade Bianche 2020 en Omloop het Nieuwsblad 2020 (collectie KOERS. Museum van de Wielersport)

Na een hoogtestage in augustus, won ze in september de proloog van de Boels Ladies Tour op het Tom Dumoulin Bike Park in Sittard. In de andere overwegend vlakke etappes kon ze haar leiderstrui niet behouden en ze werd zesde in het eindklassement. Later die maand ging ze in Yorkshire als topfavoriete van start aan het WK tijdrijden dat ze de vorige twee jaren wist te winnen. Beide keren versloeg ze Van der Breggen, die deze keer sneller was, maar wederom genoegen moest nemen met zilver, omdat de Amerikaanse Chloé Dygert nog sneller was en de wereldtitel pakte. In de wegrit lag het zwaartepunt al vroeg in de wedstrijd. Van Vleuten viel aan op 105 kilometer van de finish op de beklimming van Lofthouse. Achter haar ontstond een groep met o.a. uittredend kampioene Van der Breggen, kersvers tijdritkampioene Dygert, thuisrijdster Lizzie Deignan en de Australische Amanda Spratt. Hun achterstand schommelde constant tussen twee en drie minuten, totdat ze een voor een probeerden de sprong naar voren te maken. Uiteindelijk wisten de nummers een en twee van het voorbije jaar - Van der Breggen en Spratt - het dichtste bij te komen op de ontketende Van Vleuten. Zij kwam in Harrogate solo over de streep, haar achtervolgers volgden op ruim twee minuten.

### 2020: zeges in eendagskoersen
Op 29 februari 2020 schreef Van Vleuten op de eerste koersdag van het jaar Omloop het Nieuwsblad op haar palmares bij. Ook zegevierde ze in augustus in Strade Bianche, die ze een jaar eerder ook op haar naam schreef. In verband met de coronapandemie was de koers verplaatst naar het najaar. In de Giro Rosa brak Van Vleuten haar pols bij een val in de zevende etappe en viel daardoor uit. Van Vleuten ging op dat moment aan de leiding in het klassement, doordat ze veel tijd op haar concurrenten had gepakt in de tweede etappe, waarin ze solo over de streep kwam. Een week na haar val in de Giro ging Van Vleuten van start in de wegwedstrijd op het WK in Imola. De wedstrijd werd gewonnen door Van der Breggen, die solo aankwam bij de finish. Van Vleuten rekende vervolgens in een sprint af met de Italiaanse Elisa Longo Borghini en pakte zodoende de zilveren medaille. Van Vleuten won in 2020 ook de Spaanse eendagskoersen Emakumeen Nafarroako Klasikoa, Clasica Femenina Navarra en Emakumeen Saria en werd in Plouay Europees kampioen op de weg.

### 2021: comeback na corona
In 2021 veroverde Van Vleuten onder meer goud in de tijdrit en zilver in de wegrit, beide op de Olympische Spelen. Verder won zij in 2021 Ronde van Vlaanderen, de Clásica San Sebastián en Dwars door Vlaanderen. De Nederlandse werd daarnaast derde op het WK tijdrijden in België.

### 2022: topjaar
In 2022 won Van Vleuten de triple in het wielrennen: de Giro d’Italia, de Tour de France Femmes en de Vuelta a España. Nog nooit was een vrouwelijke renster erin geslaagd om die grand slam op haar naam te zetten.
Op de wereldkampioenschappen wielrennen in Australië kreeg Van Vleuten tijdens de Mixed Relay bij een keiharde val vlak na het startpodium een breukje in haar elleboog. Drie dagen later werd besloten dat ze toch de wegwedstrijd op het WK zou rijden. Door een ongekende demarrage aan het slot wist zij voor de tweede keer de wereldtitel op haar naam te zetten.
Ze maakte bekend dat ze aan het einde van het volgende seizoen (2023) zal gaan stoppen met de topsport.

### 2025: performance coach
Na een rustig jaar waarin Van Vleuten analyticus was bij de NOS, ging ze in 2025 in deeltijd werken als performance coach bij de ploeg Fenix-Deceuninck. Manager Philip Roodhooft merkte in het voorjaar van 2024 dat de rensters tegen een limiet aanliepen. Het fysiek beter zijn dan ooit, werd niet vertaald in successen. Van Vleuten zou rensters als Puck Pieterse, Pauliena Rooijakkers, Yara Kastelijn en Christina Schweinberger het mentale zetje kunnen geven om nog beter te presteren.

### Onderscheidingen
In 2017 werd Van Vleuten uitgeroepen tot wielrenster van het jaar en werd daarmee onderscheiden met de Keetie van Oosten-Hage Trofee. Ook in 2017 ontving ze in haar gemeente het Wagenings erezilver. Tijdens het Wielergala in december 2018 werd ze gedecoreerd tot ridder in de Orde van Oranje Nassau door minister van Sport Bruno Bruins. Ook in december 2018 kreeg ze de Gelderse Sportprijs. In 2019, 2021 en 2022 won Van Vleuten wederom de Keetie van Oosten-Hage Trofee. In 2022 won ze bovendien als eerste vrouw ooit de Vélo d'Or voor beste wielrenster wereldwijd. In april 2023 werd ze als eerste vrouw benoemd tot ereburger van Wageningen. Tijdens het Wielergala op 27 november 2023 werd Van Vleuten bevorderd tot commandeur in de Orde van Oranje-Nassau "vanwege haar indrukwekkende prestaties in de wielersport, haar doorzettingsvermogen en haar voorbeeldfunctie.

## Overwinningen
2010
- Novilon Eurocup Ronde van Drenthe
- 2e etappe Gracia Orlová
- 4e etappe Iurreta-Emakumeen Bira
- Eindklassement La Route de France
  - 3e etappe La Route de France

2011
- Ronde van Vlaanderen
- Open de Suède Vårgårda
- GP De Plouay - Bretagne
- Eindklassement Wereldbeker

2012
- Nederlands kampioene op de weg, Elite
- GP Stad Roeselare
- Proloog, 2e etappe GP Elsy Jacobs
- Holland Hills Classic
- 7-Dorpenomloop Wijk en Aalburg
- 4e etappe Emakumeen Bira
- Proloog Giro di Toscana
- NK tijdrijden

2013
- Proloog GP Elsy Jacobs
- 3e etappe Thüringen Rundfahrt
- 6e etappe Trophée d'Or
- WK Ploegentijdrit
- NK tijdrijden
- NK op de weg

2014
- Nederlands kampioene tijdrijden, Elite
- Proloog, 3e etappe Ronde van Italië
- Eindklassement Ronde van België
  - Proloog, 1e etappe, 2e etappe (ploegentijdrit) Ronde van België

2015
- Proloog Ronde van Italië
- Proloog Emakumeen Bira
- Proloog Giro di Toscana
- NK tijdrijden
- Europese Spelen (tijdrit), Bakoe

2016
- Nederlands kampioene tijdrijden, Elite
- Proloog GP Elsy Jacobs
- Eindklassement Lotto Belgium Tour
  - Proloog, slotrit Lotto Belgium Tour

2017
- Wereldkampioene tijdrijden in Bergen, Noorwegen
- Nederlands kampioene tijdrijden, Elite
- Cadel Evans Great Ocean Road Race
- Durango-Durango Emakumeen Saria
- 4e etappe Emakumeen Bira
- 2e etappe, 5e etappe (tijdrit) Ronde van Italië (WWT)
  -  Puntenklassement Ronde van Italië
  -  Bergklassement Ronde van Italië
- Eindklassement La Course (WWT)
  - 1e etappe La Course (WWT)
- Achtervolgingskoers in Marseille (geen UCI-wedstrijd)
- Eindklassement Boels Ladies Tour (WWT)
  - Proloog, 3e etappe (tijdrit) Boels Ladies Tour

2018
- Wereldkampioene tijdrijden in Innsbruck, Oostenrijk
- Eindklassement Women's World Tour
- 2e etappe (tijdrit) Herald Sun Tour
- 2e etappe (tijdrit) Emakumeen Bira (WWT)
- Eindklassement Ronde van Italië (WWT)
  -  Puntenklassement Ronde van Italië
  - 7e etappe (klimtijdrit), 9e etappe, 10e etappe Ronde van Italië
- La Course (WWT)
- Veenendaal-Veenendaal Classic
- Eind- en puntenklassement Boels Ladies Tour (WWT)
  - proloog, 2e etappe, 6e etappe (tijdrit) Boels Ladies Tour

2019
- Wereldkampioene op de weg
- Strade Bianche (WWT)
- Luik-Bastenaken-Luik (WWT)
- Nederlands kampioene tijdrijden, Elite
- Eindklassement Ronde van Italië (WWT)
  -  Puntenklassement Ronde van Italië
  -  Bergklassement Ronde van Italië
  - 5e etappe, 6e etappe (klimtijdrit) Ronde van Italië
- Proloog Boels Ladies Tour (WWT)

2020
- Europees kampioene op de weg
- Omloop Het Nieuwsblad
- Emakumeen Nafarroako Klasikoa
- Clasica Femenina Navarra
- Emakumeen Saria
- Strade Bianche (WWT)

2021
- Dwars door Vlaanderen
- Ronde van Vlaanderen (WWT)
- Eindklassement Setmana Ciclista Valenciana
  - 1e etappe Setmana Ciclista Velanciana
- Emakumeen Nafarroako Klasikoa
- Clásica San Sebastián (WWT)
- Eindklassement Ronde van Noorwegen
  - 3e etappe Ronde van Noorwegen
- Eindklassement Ronde van Spanje
  - 2e etappe, 3e etappe Ronde van Spanje
- Olympische tijdrit Tokio 2020
- Olympische wegrit Tokio 2020
- WK gemengde ploegenestafette in Brugge
- WK tijdrijden in Brugge

2022
- Wereldkampioene op de weg
- Eindklassement Setmana Ciclista Valenciana
  - 3e etappe Setmana Ciclista Valenciana
- Omloop het Nieuwsblad
- Luik-Bastenaken-Luik
- Eindklassement Ronde van Italië
  -  Puntenklassement Ronde van Italië
  - 3e en 7e etappe Ronde van Italië
- Eindklassement Ronde van Frankrijk
  - 7e en 8e etappe Ronde van Frankrijk
- Eindklassement Ronde van Spanje
  - 2e etappe Ronde van Spanje

2023
- Eindklassement Ronde van Spanje
- Eindklassement Ronde van Italië
  -  Puntenklassement Ronde van Italië
  -  Bergklassement Ronde van Italië
  - 2e, 6e en 7e etappe: Ronde van Italië
- Eindklassement Ronde van Scandinavië

### Resulaten in voornaamste wedstrijden
| Jaar | Ronde van Italië | Ronde van Frankrijk | Ronde van Spanje |
| ---- | ---------------- | ------------------- | ---------------- |
| 2008 |                  |                     |                  |
| 2009 |                  |                     |                  |
| 2010 | 27e              |                     |                  |
| 2011 | 75e              |                     |                  |
| 2012 | opgave           |                     |                  |
| 2013 | opgave           |                     |                  |
| 2014 | 8e (2)           |                     |                  |
| 2015 | 35e (1)          |                     |                  |
| 2016 |                  |                     |                  |
| 2017 | ↑ (2)            |                     |                  |
| 2018 | ↑ (3)            |                     |                  |
| 2019 | ↑ (2)            |                     |                  |
| 2020 | opgave (1)       |                     | 6e               |
| 2021 |                  |                     | ↑ (2)            |
| 2022 | ↑ (2)            | ↑ (2)               | ↑ (1)            |
| 2023 | ↑ (3)            | 4e                  | ↑                |

| Jaar | Gent-Wevelgem | Ronde van Vlaanderen | Parijs-Roubaix | Amstel Gold Race | Luik-Bast.‑Luik | Waalse Pijl | Omloop Het Nieuwsblad | Strade Bianche |  | WK op de weg |
| ---- | ------------- | -------------------- | -------------- | ---------------- | --------------- | ----------- | --------------------- | -------------- |  | ------------ |
| 2008 |               | 89e                  |                |                  |                 |             | 47e                   |                |  |              |
| 2009 |               | 30e                  |                |                  |                 |             | 24e                   |                |  |              |
| 2010 |               | 10e                  |                |                  |                 | 12e         |                       |                |  | 25e          |
| 2011 |               | ↑                    |                |                  |                 | 6e          | 6e                    |                |  | 24e          |
| 2012 |               |                      |                |                  |                 | 13e         |                       |                |  | 11e          |
| 2013 |               | 5e                   |                |                  |                 |             | 4e                    |                |  | 15e          |
| 2014 |               | 5e                   |                |                  |                 | 38e         | 9e                    |                |  |              |
| 2015 |               | 4e                   |                |                  |                 | ↑           | 18e                   | 9e             |  |              |
| 2016 | 6e            | 7e                   |                |                  |                 | 14e         | 12e                   | 7e             |  | 53e          |
| 2017 | 14e           | 4e                   |                | ↑                | 5e              | 4e          | ↑                     | 5e             |  | 4e           |
| 2018 | 63e           | ↑                    |                | 15e              | ↑               | 4e          | 36e                   |                |  | 7e           |
| 2019 |               | ↑                    |                | ↑                | ↑               | ↑           | 4e                    | ↑              |  | ↑            |
| 2020 |               | 15e                  |                |                  | 28e             |             | ↑                     | ↑              |  | ↑            |
| 2021 |               | ↑                    | opgave         | ↑                | ↑               | 4e          | 21e                   | 4e             |  | 19e          |
| 2022 |               | ↑                    |                | 4e               | ↑               | ↑           | ↑                     | ↑              |  | ↑            |
| 2023 |               | 27e                  |                | 11e              | 6e              | 7e          | 66e                   | 4e             |  | 8e           |

### Uitslagen in kleinere rondes
| Jaar | Simac Ladies Tour | Ronde van Scandinavië | Ronde van het Baskenland | Ronde van Romandië | Ronde van Burgos | Emakumeen Bira | Ronde van Valencia | Ronde van België |
| ---- | ----------------- | --------------------- | ------------------------ | ------------------ | ---------------- | -------------- | ------------------ | ---------------- |
| 2008 | 14e               |                       |                          |                    |                  |                |                    |                  |
| 2009 | 10e               |                       |                          |                    |                  | 31e            |                    |                  |
| 2010 | 7e                |                       |                          |                    |                  | ↑ (1)          |                    |                  |
| 2011 | 9e                |                       |                          |                    |                  | opgave         |                    |                  |
| 2012 | 11e               |                       |                          |                    |                  | ↑ (1)          |                    |                  |
| 2013 | ↑                 |                       |                          |                    |                  | 33e            |                    |                  |
| 2014 |                   | 9e                    |                          |                    |                  | 12e            |                    | ↑ (3)            |
| 2015 | 10e               |                       |                          |                    |                  | 7e             |                    |                  |
| 2016 |                   |                       |                          |                    |                  |                |                    | ↑ (2)            |
| 2017 | ↑ (2)             |                       |                          |                    |                  | ↑ (1)          |                    |                  |
| 2018 | ↑ (3)             | 19e                   |                          |                    |                  | ↑ (1)          |                    |                  |
| 2019 | 6e                |                       |                          |                    |                  | 6e             |                    |                  |
| 2020 |                   |                       |                          |                    |                  |                |                    |                  |
| 2021 |                   | ↑ (1)                 |                          |                    | ↑                | ↑ (1)          |                    |                  |
| 2022 |                   |                       |                          | ↑                  |                  | ↑ (1)          |                    |                  |
| 2023 | 23e               | ↑                     | 5e                       |                    |                  | 4e             |                    |                  |

(*) tussen haakjes aantal individuele etappe-overwinningen

## Veldrijden

#### Resultatentabel elite
| Seizoen   |             | WK | EK | NK |               | Klassementen | Klassementen | Klassementen |       | UCI- ranking |   | Podia | Podia | Podia | Aantal crossen |
| Seizoen   | Wereldbeker | WK | EK | NK | Superprestige | Trofee       | Goud         | Zilver       | Brons | UCI- ranking |   |       |       |       | Aantal crossen |
| --------- | ----------- | -- | -- | -- | ------------- | ------------ | ------------ | ------------ | ----- | ------------ | - | ----- | ----- | ----- | -------------- |
| 2017-2018 |             | –  | –  | –  |               | –            | –            | –            |       | –            |   | –     | –     | –     | 1              |
| 2018-2019 | –           | –  | –  | –  | –             | –            | –            | –            | –     | –            | – |       |       |       |                |
| 2019-2020 | –           | –  | –  | –  | –             | –            | –            | –            | –     | –            | 2 |       |       |       |                |
| Totaal    |             | –  | –  | –  |               | –            | –            | –            |       | –            |   | –     | –     | –     | 3              |

## Ploegen
- 2008 -  Vrienden van het Platteland
- 2009 -  DSB Bank-Nederland bloeit
- 2010 -  Nederland bloeit
- 2011 -  Nederland bloeit
- 2012 -  Rabobank
- 2013 -  Rabobank-Liv
- 2014 -  Rabobank-Liv
- 2015 -  Bigla Pro Cycling Team
- 2016 -  Orica-AIS
- 2017 -  Orica-Scott
- 2018 -  Mitchelton-Scott
- 2019 -  Mitchelton-Scott
- 2020 -  Mitchelton-Scott
- 2021 -  Movistar Team
- 2022 -  Movistar Team
- 2023 -  Movistar Team